# Sarcoscypha dudleyi
A Sarcoscypha dudleyi é uma espécie de fungo da família Sarcoscyphaceae da ordem Pezizales. Ela tem sido frequentemente confundida com a Sarcoscypha coccinea, mas pode ser distinguida dessa e de outras espécies relacionadas de Sarcoscypha por diferenças nas características microscópicas, como a presença e o número de gotículas de óleo nos esporos. Uma forma imperfeita do fungo, sem um estágio de reprodução sexual em seu ciclo de vida, é classificada como a espécie Molliardiomyces dudleyi.
Além de sua distribuição principal na região central e leste dos Estados Unidos, o fungo também foi registrado uma vez na Bulgária.

## Taxonomia
A espécie foi coletada pela primeira vez pelo botânico William Russell Dudley em outubro de 1888, no condado de Tompkins, Nova York. O micologista americano Charles Horton Peck, que a descreveu no Annual Report of the New York State Botanist (Relatório Anual do Botânico do Estado de Nova York) de 1894, batizou-a de Peziza dudleyi em homenagem ao seu descobridor. Peck observou uma semelhança física com P. aurantia (atualmente conhecida como Aleuria aurantia) e P. inaequalis, e disse que ela poderia ser distinguida dessas espécies por seu himênio amarelo e esporos maiores. Vários micologistas consideraram a espécie como sinônimo de S. coccinea. No entanto, como foi posteriormente apontado por Harrington em 1990, "a importância do material fresco para o diagnóstico de espécies, especialmente para observar a gutação dos esporos, não pode ser exagerada. Embora eu tenha examinado material (espécimes secos de herbário) do oeste da América do Norte, não estava preparado para reconhecer esse grupo como uma espécie distinta das duas grandes espécies do leste da América do Norte até ver material fresco (vivo)". Como ocorre com muitos fungos, as diferenças microscópicas entre espécies semelhantes só podem ser determinadas com precisão por meio do exame de material fresco. Harrington analisou espécimes de herbário e material fresco de espécimes norte-americanos de S. coccinea e descobriu que tanto S. dudleyi quanto S. austriaca eram comumente identificadas erroneamente. Esses resultados ecoaram uma análise semelhante de espécimes europeus, realizada em 1984 por Hans-Otto Baral.
As relações filogenéticas no gênero Sarcoscypha foram analisadas por Francis Harrington no final da década de 1990. A análise cladística combinou a comparação de sequências do espaçador interno transcrito no RNA não funcional com quinze caracteres morfológicos tradicionais, como características dos esporos, formato do ascoma e grau de ondulação dos pelos. Com base nessa análise, a S. dudleyi faz parte de um clado de táxons evolutivamente relacionados que inclui as espécies S. occidentalis, S. emarginata, S. hosoyae, S. korfiana e S. mesocyatha. Todas essas espécies contêm grandes gotículas de óleo em seus esporos, em contraste com o outro clado principal de Sarcoscypha (que contém a espécie-tipo S. coccinea), caracterizado por ter gotículas menores e mais numerosas.

## Descrição

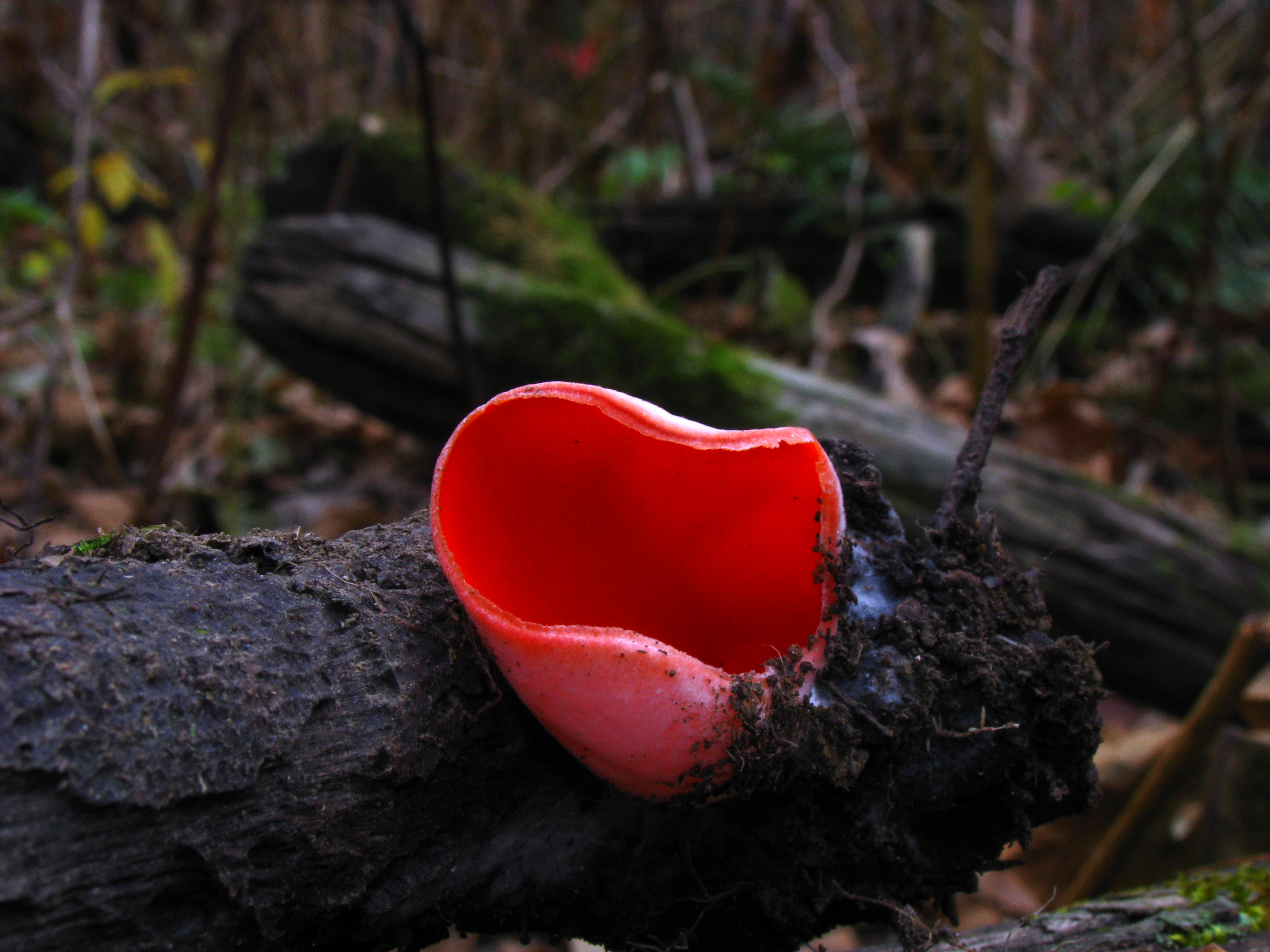
Ascoma crescendo na madeira

O ascoma tem de 2 a 6 cm de largura e forma de taça rasa a profunda. A superfície externa do ascoma é coberta por "pêlos" esbranquiçados e emaranhados, enquanto a superfície fértil interna do copo (o himênio) é escarlate a vermelho-alaranjado. A borda do copo é curvada para dentro nos ascomas jovens. O estipe, quando presente, é curto.
Os ascos têm 400-500 por 12-14 μm, são cilíndricos e operculados (asco se abre por uma tampa apical para dispersar os esporos). Os esporos são elípticos a cilíndricos com extremidades arredondadas, unisseriados, hialinos e medem 26-40 por 10-12 μm. Eles contêm duas grandes gotas de óleo em cada extremidade; as gotas de óleo são caracteres taxonômicos úteis que podem ser usados para ajudar a distinguir a S. dudleyi de algumas outras espécies de Sarcoscypha. Os esporos são cobertos por uma bainha de mucilagem, o que normalmente faz com que os oito esporos do asco sejam ejetados juntos. As paráfises (células terminais hifais filamentosas estéreis no himênio) são delgadas, ligeiramente aumentadas acima e contêm numerosos grânulos vermelhos. Os grânulos contêm pigmentos carotenoides, como plectaniaxantina ou betacaroteno, e dão ao ascoma sua cor.

### Forma anamórfica
Os fungos anamórficos ou imperfeitos são aqueles que parecem não ter um estágio sexual em seu ciclo de vida e normalmente se reproduzem pelo processo de mitose em estruturas chamadas conídios. Em alguns casos, o estágio sexual - ou teleomorfo - é identificado posteriormente, e uma relação teleomorfo-anamorfo é estabelecida entre as espécies. O Código Internacional de Nomenclatura Botânica permite o reconhecimento de dois (ou mais) nomes para um mesmo organismo, um baseado no teleomorfo e o(s) outro(s) restrito(s) ao anamorfo. O estado anamórfico de S. dudleyi é Molliardiomyces dudleyi.

## Habitat e distribuição

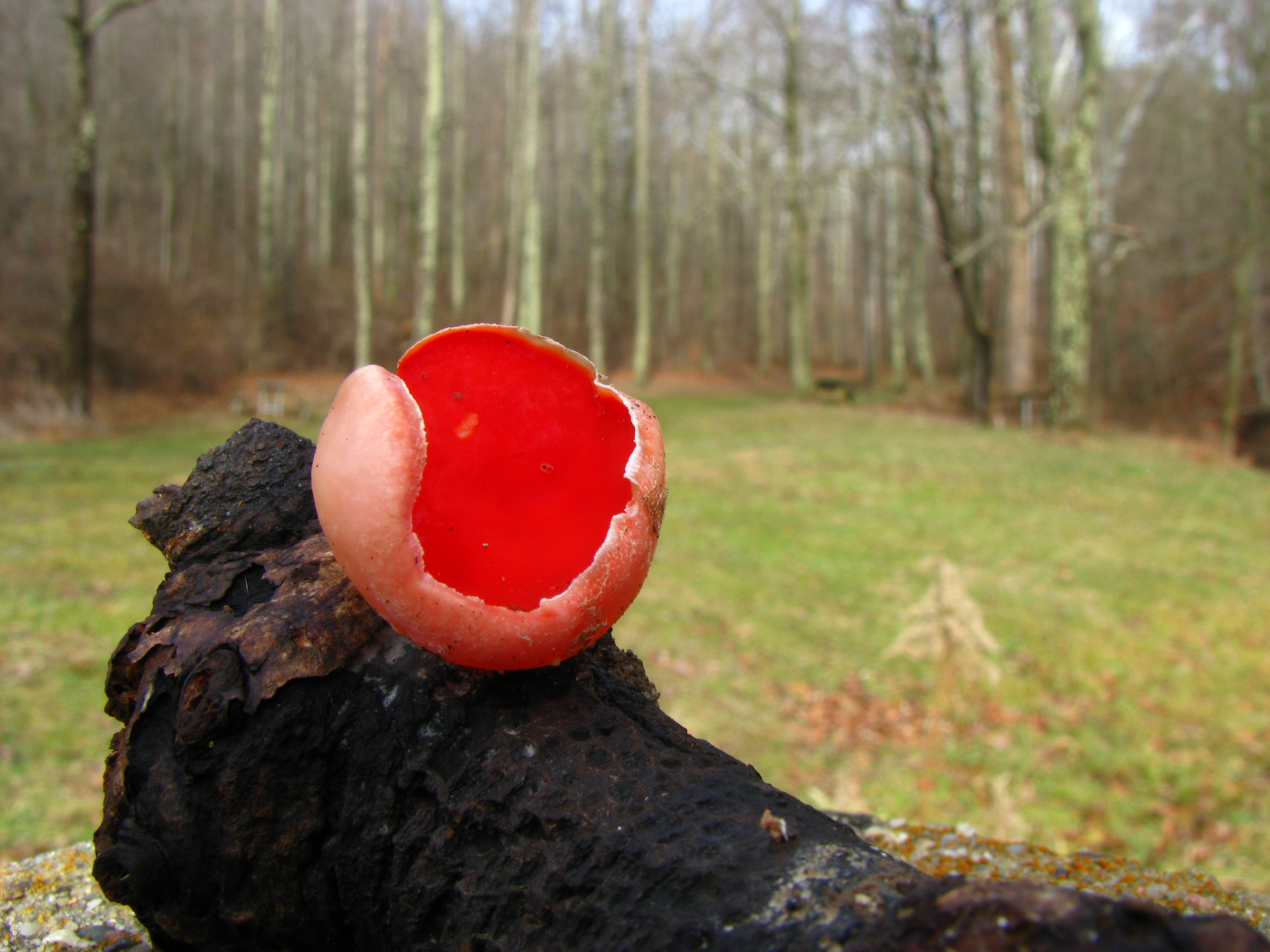
No Parque Estadual Strouds Run, Ohio (EUA)

A Sarcoscypha dudleyi é uma espécie saprófita e obtém nutrientes ao quebrar os polissacarídeos insolúveis complexos encontrados em materiais lenhosos, como a celulose e a lignina. Os cogumelos são encontrados crescendo individualmente ou em grupos muito pequenos e estão presos a gravetos enterrados ou parcialmente enterrados nas florestas. A Tilia americana foi considerada como o tipo de madeira preferido da espécie. Os cogumelos geralmente aparecem no início da primavera, mas ocasionalmente também podem aparecer no final do outono. Embora a distribuição pareça ser amplamente restrita ao leste dos Estados Unidos, ela foi relatada uma vez na Bulgária em 1994, representando a primeira coleta europeia.